# Novi Zagreb
Novi Zagreb je dio grada Zagreba izgrađen poslije Drugoga svjetskog rata   južno od rijeke Save. Po upravnoj podjeli iz 1999. sastoji od tri gradske četvrti: Novi Zagreb – istok, Novi Zagreb – zapad i Brezovica. Novi Zagreb je poznat po nekoć modernim visokourbaniziranim naseljima, Zagrebačkom velesajmu, hipodromu, novoj sportskoj areni i jezeru Bundek, a u njemu se nalazi i Muzej suvremene umjetnosti. 
Sa središtem grada povezan je tramvajskom prugom te brojnim autobusnim linijama. Savu prema Novom Zagrebu premošćuju tri cestovna mosta – Jadranski most na zapadu (izgrađen 1981.), središnji Most slobode (1959.) te Most mladosti (1974.) na istoku. K njemu vode i stari, sada pješački Savski most iz 1938. te željeznički (zeleni) most iz 1939.  
Poštanski brojevi novozagrebačkih dijelova grada Zagreba su 10010 (istok) i 10020 (zapad).

## Povijest
Početkom izgradnje stambenih naselja drži se planirana gradnja sjevernoga dijela naselja Savski gaj 1957. godine. Prvo cjelovito rješenje stanovanja, javnih sadržaja i trgovačkih podcentara bio je plan zone Trnsko. Autori urbanističkog projekta bili su Zdenko Kolacio, Mirko Maretić, Josip Uhlik, te hortikulture Mira Wenzler-Halambek 1959. – 1960. godine. Poslije njega slijedio je plan za izgradnju naselja Zapruđe, čije je urbanističko rješenje izradio Josip Uhlik 1962. – 1963. godine.
Godine 1965., završen je elaborat Urbanističkog plana grada Zagreba, kojim su bile zacrtane smjernice razvoja grada za daljnjih 30 godina. Podižu se naselja Remetinec i Botinec, a 1969. prema planu Borisa Brnčića i Josipa Uhlika naselje Siget. U sedamdesetim godinama 20. st. grade se naselja Utrina, Travno, Dugave, Sloboština i dr.
Tramvajski prsten u Novom Zagrebu je izgradilo ugledno hrvatsko građevinsko poduzeće GRO Vladimir Gortan.

## Dijelovi Novog Zagreba

### Naselja nastala projektiranjem Novog Zagreba
- Kajzerica
- Zagrebački velesajam
- Središće
- Zapruđe
- Savski gaj
- Trokut
- Trnsko
- Siget
- Sopot
- Utrina
- Travno
- Dugave

### Naselja integrirana u područje Novog Zagreba
- Lučko
- Hrvatski Leskovac
- Remetinec
- Blato
- Botinec
- Otočec
- Sveta Klara
- Podbrežje
- Sloboština
- Otok
- Hrelić
- Jakuševec
- Odra
- Buzin

## Zanimljivosti
- Arena Zagreb
- Bazen Utrina
- Bundek
- Mamutica
- Muzej suvremene umjetnosti
- Zagrebački velesajam
- Zagrebački hipodrom